# Église Saint-Théobald de Gillons
L'église Saint-Théobald de Gillons, ou récemment restaurée en tant que Chapelle de Gillons, est une église romane située sur la commune de Châtillon-Saint-Jean, dans le département de la Drôme en région Rhône-Alpes.

## Histoire

### Fondation
L'établissement était exactement mentionné dans le cartulaire de Romans dès XIIe siècle. Il est possible que cette église fût un prieuré bénédictin et dépendît de l'abbaye de Montmajour,. En effet, il est certain que cette dernière possédait, à cette époque-là, de nombreux prieurés dans la basse vallée de l'Isère. Encore faut-il que soit identifiée la localisation de la villa de Gilgans dans les bulles d'Othon IV et de Frédéric II, en 1210 et 1223, de sorte que cette dépendance soit confirmée.

### Paroisse de Gillons
Dès le XIVe siècle, l'établissement était une église dépendante de l'archevêque de Vienne,,. Un acte conservé et daté du 29 juin 1492 dans les archives du département de Drôme est le témoignage de la naissance de cette paroisse, sous le règne du roi Charles VIII. En fait, dans la deuxième moitié du XVe siècle, la dynamique du Dauphiné, notamment celle de Valence, était effectivement protégée et assurée des privilèges royaux, en raison de sa fidélité pour l'ancien dauphin Louis XI lors de la difficulté de celui-ci,. En dépit de plusieurs fermetures inattendues, l'église dédiée à saint Théobald (saint Thibaud de Vienne) fonctionnait désormais comme établissement paroissial, jusqu'au milieu du XXe siècle.
Les Guerres de religion provoquèrent une grosse difficulté. Le 28 décembre 1568, l'église du prieuré fut entièrement détruite. Son dégât était si considérable qu'aucun prêtre ne pouvait plus y demeurer et qu'il y était impossible à célébrer la messe,.
Les religieux et les habitants n'hésitèrent pas à restaurer l'établissement. Notamment, la paroisse conservait aisément sa liste de curés du début du XVIIe siècle jusqu'en 1792. Dès 1668 à 1793, elle compta 226 baptêmes, 948 mariages ainsi que 521 sépultures. De plus, elle conserve encore la liste de paroissiaux durant ces 126 ans.
À la suite de la Révolution, le curé Romain Chaptal prêta serment en tant que fonctionnaire public, le 6 février 1791, afin de maintenir les offices. Toutefois, l'église fut vendue en 1797. Si la célébration des offices avait formellement été restaurée en France, le 18 avril 1802 lors de Pâques, la paroisse disparut en 1803, vraisemblablement faute de célébrant.
Puis, les religieux y rétablirent leur célébration plus tard, en fusionnant la paroisse de Gillons et celle de Saint-Jean-d'Octavéon, le 25 octobre 1858. Elles devinrent à nouveau la paroisse de Châtillon-Saint-Jean.

### De nouveau ruine auXXesiècle
Bien que l'établissement fût possédé par la maison du Bouchage depuis 1793, le curé de Saint-Jean continuait occasionnellement les offices envers et contre tout.
Un violent orage détruisit brutalement l'édifice en 1952 et fit terminer définitivement la célébration de la messe. L'établissement fut trop endommagé pour soutenir la cloche. Aussi cette dernière fut-elle l'année suivante descendue et transportée vers l'église de Châtillon-Saint-Jean.
Dans l'Atlas de la France romane publié en 1995 par l'Éditions Zodiaque, l'église Saint-Théobald de Gillons était classée comme église entièrement romane et ruinée.

### Restauration
À la suite du décès de la dernière héritière du château de Triors ainsi que de cet établissement, Mademoiselle la comtesse Eglé de Gratet du Bouchage, la ruine fut octroyée en 1977 au propriétaire et restaurateur d'un autre bâtiment historique situé près de l'église, la Maison forte de Clérivaux datée du XIIIe siècle. Quoique le testament ne lui demandât aucune obligation, le couple Josquin décida de restaurer cette église. Les travaux durèrent trois ans, entre 2006 et 2009, et la restauration fut soigneusement effectuée, sans profiter des matériaux modernes et industriels. Après cette réhabilitation, l'église fut à nouveau inaugurée en tant que chapelle de Gillons.
Si cette chapelle reste établissement privé, celle-ci est régulièrement ouverte afin d'être patrimoine vivant. D'une part, il s'agit de la célébration religieuse tel le mariage, fonction depuis sa fondation. D'autre part, plusieurs expositions et concerts y sont proposés toute l'année.

#### Soutiens officiels
- Communes de Châtillon-Saint-Jean, de Montmiral ainsi que de Triors
- Département de Drôme
- Société de sauvegarde des monuments anciens de la Drôme
- Communauté européenne

## Architecture
Comme la toponymie suggère que l'origine de Triors, commune voisine, peut être attribuée aux peuples celtes (le terme tri signifiait pays, territoire tels Tricastins), l'inauguration de l'édifice de Gillons aussi pourrait remonter à cette époque.

## Liste de curés de Gillons
Selon le site de l'association de chapelle :
- 1498 - : Pierre Barral

—
- avant 1625  : Ullion
- 1650 - : Henri Sozin
- 1668 - 16.... : Dominique Blain
- 1690 - 1694 : Pierre Griotter
- 1694 - 1712 : Étienne Genissieu
- 1713 - 1724 : Benoît Gaythier (Gaissier)
- 1724 - 1743[oo 6] : Davenas
- 1743 - 1747 : Chandon[oo 7]
- 1747 - 1749 : Pierre Chaptal
- 1749 - 1775 : Laurent Belle
- 1775 - 1792 : Romain Chaptal

—
- 1804 ? - : Pierre-Antoine Délaye

## Document audiovisuel
- Gillons, Renaissance d'une Chapelle, 1 DVD, Association « Pour Gillons », Châtillon-Saint-Jean, juillet 2014